# Tetranychus dianellae
Tetranychus dianellae är en spindeldjursart som beskrevs av Davis 1967. Tetranychus dianellae ingår i släktet Tetranychus och familjen Tetranychidae. Inga underarter finns listade i Catalogue of Life.